# Llau de l'Obaga de Sacoberta
La llau de l'Obaga de Sacoberta és una llaudel terme municipal de Conca de Dalt, al Pallars Jussà, a l'antic terme d'Hortoneda de la Conca, en terres de l'antic poble de Perauba.
Es forma en el Pletiu Sobirà, des d'on davalla cap a l'oest-sud-oest, deixant al nord la Serra de Palles i al sud la Serra de Planell Ras, i després de trobar la Font de l'Aviador, rep per l'esquerra la Canal de l'Obaga, i abans d'arribar a la Canal de Pleta Bogada i a l'extrem oriental de la Solana de Palles es transforma en la llau de la Solana de Palles.